# 海伦·培贞
海倫·培貞（英語：Sister Helen Prejean，1939年4月21日—），羅馬天主教修女，美國反對死刑運動人士。1980年代早期，服務於貧困的紐奧良非裔美國人過程中，受邀去探視一位死囚─Patrick Sonnier，因殺害兩名青少年而被判死刑。經過一段書信往返之後，後來她開始到獄中去探視他。1984年4月，Patrick Sonnier被處決，海倫·培貞在場見證死刑執行，她後來回憶，警衛將頭套罩在他臉上前，培貞為了讓索尼爾感到尊嚴而向他招手，離開路易斯安那州州立監獄後不禁嘔吐，從未看過人在面前被殺死，好像遭電擊。之後，她又跟5名死囚共處並見證執刑。培貞繼續寫作並到世界各地演講，呼吁廢除死刑，經常會提到Patrick Sonnier被處死改變了她的一生。她和Patrick Sonnier往來過程後來在1993年寫成《越過死亡線》（Dead Man Walking）一書，連續31周蟬聯《紐約時報》暢銷書籍榜首，並改編成電影和音樂劇，電影版在1995年上映，由演員蘇珊·莎蘭登飾演海倫·培貞，並榮獲4項奧斯卡獎。2004年12月，普吉恩修女再次出版《The Death of Innocents: An Eyewitness Account of Wrongful Executions》一書。2001年，海倫·培貞修女發起的反死刑組織Moratorium Campaign收集了320萬個簽名，遞交給聯合國秘書長科菲·安南，呼籲廢除死刑制度。　　